# Biểu tượng quốc gia của Nhật Bản
Biểu tượng quốc gia của Nhật Bản là những biểu tượng được sử dụng ở Nhật Bản để thể hiện những gì độc đáo về quốc gia, phản ánh các khía cạnh khác nhau của đời sống văn hóa và lịch sử của họ.

## Các biểu tượng
|                                                                           | Biểu tượng | Ảnh                                             | Tham khảo                                                 |
| ------------------------------------------------------------------------- | --- | ----------------------------------------------- | --------------------------------------------------------- |
| Lá cờ                                                                     | Quốc kỳ Nhật Bản | Hinomaru                                        |                                                           |
| Phù hiệu áo giáp                                                          | Hoàng gia huy Nhật Bản (Cúc mâm xôi)                                                                                  | Hoàng gia huy Nhật Bản                          |                                                           |
| Quốc ca                                                                   | Kimigayo 君が代 |                                                 |                                                           |
| Con dấu chính phủ                                                         | Dấu triện Chính phủ Nhật Bản (Chi Hông)                                                                               | Dấu triện Chính phủ Nhật Bản                    |                                                           |
| Quốc bướm                                                                 | Hoàng đế tím vĩ đại (Sasakia charonda)                                                                                | Hoàng đế tím vĩ đại                             |                                                           |
| Quốc thụ                                                                  | Hoa anh đào (Prunus serrulata)                                                                                        | Cherry blossom tree                             |                                                           |
| Quốc hoa (de facto)                                                       | Hoa anh đào (Prunus serrulata) & Cúc mâm xôi                                                                          | Hoa anh đào · Cúc mâm xôi                       |                                                           |
| Quốc điểu                                                                 | Trĩ lục (Phasianus versicolor)                                                                                        | Trĩ lục                                         |                                                           |
| Quốc ngư                                                                  | Koi (Cyprinus carpio)                                                                                                 | Koi                                             |                                                           |
| Nhạc cụ dân tộc                                                           | Koto | Koto                                            |                                                           |
| Quốc thạch                                                                | Ngọc thạch | Ngọc thạch                                      |                                                           |
| Quốc sơn                                                                  | Núi Phú Sĩ (Fujisan)                                                                                                  | Núi Phú Sĩ                                      |                                                           |
| Thể thao quốc gia                                                         | Sumo | Sumo                                            |                                                           |
| Cờ của Lực lượng Phòng vệ Biển Nhật Bản                                   | Húc Nhật kỳ | Cờ hải quân                                     |                                                           |
| Cờ của Lực lượng Phòng vệ Nhật Bản và Lực lượng Phòng vệ Mặt đất Nhật Bản | Lực lượng Phòng vệ Nhật Bản                                                                                           | Cờ                                              |                                                           |
| Nhân cách hóa quốc gia                                                    | Amaterasu | Amaterasu                                       |                                                           |
| Nhà sáng lập quốc gia                                                     | Thiên hoàng Jimmu (神武天皇 Jinmu-tennō)                                                                              | Thiên hoàng Jimmu                               |                                                           |
| Món ăn dân tộc                                                            | Sushi, cà ri Nhật Bản, Ramen                                                                                          | Sushi                                           | Sushi, cà ri Nhật Bản, Ramen                              |
| Rượu quốc gia                                                             | sake | Sake                                            | sake (gạo lên men), awamori, rượu whisky Nhật Bản, shōchū |
| Quốc quả                                                                  | hồng Nhật Bản | hồng Nhật Bản                                   | quả hồng                                                  |
| Tiền                                                                      | Yên Nhật | Yên Nhật                                        |                                                           |
| Điệu múa                                                                  | Noh Mai | Thiên hoàng Jimmu                               |                                                           |
| Nhà thơ quốc dân                                                          | Koizumi Yakumo, Murasaki Shikibu, Matsuo Bashō                                                                        | Matsuo Bashō                                    |                                                           |
| Sử thi quốc gia                                                           | Kojiki, Nihon Shoki, Câu chuyện về người chặt tre (Taketori Monogatari), Câu chuyện về người Heike (Heike Monogatari) | Nihon Shoki                                     |                                                           |
| Màu sắc quốc gia                                                          | Màu cơ bản: Đỏ và trắng. Màu thứ cấp: Đen (thể thao); Màu xanh, trắng và nụ mùa xuân (chỉ được sử dụng trong Bóng đá) | #be0029 #FFFFFF #000000 #00008b #FFFFFF #e8f48c |                                                           |